# Iyad Twal
Iyad Akram Twal (ur. 15 lipca 1973 w Ammanie) – jordański duchowny rzymskokatolicki, biskup pomocniczy patriarchatu Jerozolimy od 2025.

## Życiorys
Święcenia kapłańskie otrzymał 9 lipca 1998 i został inkardynowany do patriarchatu Jerozolimy.
17 grudnia 2024 papież Franciszek mianował go biskupem pomocniczym łacińskiego patriarchatu Jerozolimy dla Jordanii i biskupem tytularnym Siminina. Sakry udzielił mu 28 lutego 2025 łaciński patriarcha Jerozolimy kardynał Pierbattista Pizzaballa.